# Erikssund (ort)
Erikssund är en bebyggelse väster om gården Erikssund invid viken med samma namn nordväst om Sigtuna i Sigtuna kommun. Sedan 2020 avgränsar SCB här en småort.